# Investissement de portefeuille
 (octobre 2010).
Si vous disposez d'ouvrages ou d'articles de référence ou si vous connaissez des sites web de qualité traitant du thème abordé ici, merci de compléter l'article en donnant les références utiles à sa vérifiabilité et en les liant à la section « Notes et références ».
Un investissement de portefeuille est l'acquisition d'obligations ou d'actions pour un motif financier. Contrairement à l'investissement direct, l'investissement de portefeuille en actions n'a pas pour but le contrôle de l'entreprise : il s'agit d'une prise de participation minoritaire dans le capital d'une société. Le seuil entre investissement direct et investissement de portefeuille est arbitraire : dans le cas des investissements à l'étranger, le FMI a adopté une valeur de 10 % du capital de l'entreprise.
On remarque l’importance considérable de ce poste dans la balance des paiements en raison de l’explosion de la finance internationale, de l’ouverture croissante des marchés financiers et de l’internationalisation des dettes publiques.
Un portefeuille diversifié permet de répartir le risque de perte éventuelle.